# Ann Lewis
Ann Lewis (アン・ルイス An Ruisu?,  Takarazuka, Prefectura de Hyōgo, 5 de junio de 1956) es una cantante y compositora japonesa de ascendencia estadounidense. Lewis fue popular durante la década de 1970 y 1980 en Japón.

## Biografía

### Primeros años
Ann Linda Lewis nació el 5 de junio de 1956 en la ciudad de Takarazuka, Hyōgo, hija de padre estadounidense y madre japonesa. Su padre era miembro de las Fuerzas Armadas de los Estados Unidos y conoció a su madre, Yoshiko, en Hyōgo, con quien se casaría poco después. Lewis creció en Yokohama junto a su familia (sus padres y un hermano); pero apenas cumplió la mayoría de edad se trasladó a Roppongi, Tokio. Debutó como cantante en 1971 con el lanzamiento de su primer sencillo, Shiroi Shumatsu.

### Carrera
Durante las décadas de los años 70 y 80, Lewis fue bastante popular, manteniendo activa su carrera inclusive hasta comienzos de los años 90. Algunas de sus canciones se hicieron notablemente populares, tales como Goodbye My Love y Roppongi Shinjuu. Durante casi toda su carrera estuvo afiliada a la agencia Watanabe Productions. Su estilo poco común para el país nipón, tanto musicalmente como en materia de moda, llamó basante la atención y se convirtió en modelo a seguir para numerosos artistas que surgieron tiempo después. Muchos de sus temas han sido re-cantados en covers por otros artistas como Nanase Aikawa, Nana Kitade, Saki Fukuda y Tomiko Van.
En 1995 y, tras comenzar a sufrir trastornos de pánico, Lewis se retiró de la industria del entretenimiento y se estableció en Los Ángeles, Estados Unidos. En noviembre de 2005, regresó por algún tiempo a la escena musical lanzando un "self-cover album" titulado "REBIRTH". En cuanto a actividades en vivo, dejó de realizarlas por consejos médicos. Actualmente se encuentra alejada del ambiente musical y trabaja como diseñadora de moda y accesorios para mascotas, entre otras actividades.

## Vida personal
En 1980, Lewis contrajo matrimonio con el también músico Masahiro Kuwana. La pareja tuvo un hijo, Myuji, nacido el 8 de marzo de 1981. Lewis y Kuwana se divorciaron en 1984.

## Discografía

### Sencillos
- "Shiroi Shuumatsu" (白い週末) (1971.2.25)
- "Wakarimasen" (わかりません) (1973.4.25)
- "Goodbye My Love" (グッド・バイ・マイ・ラブ) (1974.4.5)
- "Honeymoon in Hawaii" (ハネムーン・イン・ハワイ) (1974.8.25)
- "Four Season" (フォー・シーズン) (1974.11.25)
- "Amai Yokan" (甘い予感) (1977.8)
- "Onna wa Sore o Gamandekinai" (女はそれを我慢できない) (1978.5.5)
- "女にスジは通らない" (1978.9.5)
- "I'm a Lonely Lady" (アイム・ア・ロンリー・レディ) (1979.6.25)
- "Koi no Boogie Woogie Love Train" (恋のブギ・ウギ・トレイン) (1979.12.25)
- "Boogie Woogie Love Train" (1980.6.5)
- "Linda" (1980.8.5)
- "ラ・セゾン" (1982.6.5)
- "Luv-Ya" (1983.2.21)
- "Bara no Kiseki" (薔薇の奇蹟) (1983.5.1)
- "I Love You Yori Aishteru" (I Love You より愛してる) (1983.10.21)
- "Roppongi Shinju" (六本木心中) (1984.10.5)
- "Pink Diamond" (ピンクダイヤモンド) (1985.3.5)
- "Ah, Mujyou" (あゝ無情) (1986.4.21)
- "Tenshi yo Kokyou o miyo" (天使よ故郷を見よ) (1987.5.1)
- "Katana" (1988.4.21)
- "Bijinhakumei" (美人薄命) (1989.3.21)
- "Woman" (1989.9.6)
- "Yokubou" (欲望) (1990.6.21)
- "Finish!!" (1990.10.3)
- "Yoru ni Kizutsuite" (夜に傷ついて) (1992.5.21)
- "Lovin’ You" (1992.11.21)
- "Ya! Ya!" (1993.7.21)
- "Midnight Sun" (1994.5.21)
- "I’m in Love" (1994.9.21)
- "Womanism Rhythm" (1995.9.21)
- "恋を眠らせて" (1996.8.21)
- "Vendetta" (1997.11.21)
- "Hyougara Pink" (豹柄とPink) (1998.2.21)
- "Sennen Ai" (千年愛) (1999.2.3)

### Álbumes
- Goodbye My Love (1974)
- La Saison d'Amour (1982)
- Heavy Moon (1983)
- I Love You Yori Ashiteru (I Love You より愛してる) (1983)
- Dri Yume X-T-C (Dri夢・X-T-C) (1984)
- Romantic Violence (1984)
- Yujo (遊女) (1986)
- Joshin (1987)
- Meiki (女息) (1988)
- My Name Is Woman (1989)
- Rude (1990)
- K･Rock (1992)
- Rockadelic (1993)
- Piercer (1994)
- La Adelita (1996) Oricon Weekly Album Chart Position: 91
- Fetish (1998)

### Best
- 全曲集 (1985)
- Womanism I (1991)
- Womanism II (1991)
- Womanism III (1991)
- Womanism IV (1995)
- Womanism Outtakes (1995)
- Womanism Best (2000)
- Ann Lewis Best Selection (2005)
- Womanism Complete Best (2006)
- Cheek I (2007)
- Cheek II (2007)
- Cheek III (2007)

### Versiones
- Girls Night Out (2003)
- Me-Myself-Ann-I "Refreshed" (2004)
- Rebirth Self-cover Best (2005)
- Pink Christmas – Pukkalicious – Cheek IV (2007)